# Гасанов, Эльяр Эльдарович
Эльяр Эльдарович Гасанов (род. 14 ноября 1959) — математик, доктор физико-математических наук, заведующий кафедрой математической теории интеллектуальных систем механико-математического факультета МГУ, академик АТН РФ.

## Биография
Окончил факультет вычислительной математики и кибернетики МГУ (1982).
Защитил диссертацию «О сложности информационного поиска» на степень кандидата физико-математических наук (1986).
Защитил диссертацию «Оптимальное решение базовых задач хранения и поиска в информационно-графовой модели данных» на степень доктора физико-математических наук (1999). Присвоено учёное звание доцента (1999), профессора (2007).
Заведующий кафедрой математической теории интеллектуальных систем механико-математического факультета МГУ (с 2022).
Область научных интересов: дискретная математика, теория управляющих систем, теория баз данных, теория автоматов, сложность алгоритмов поиска, синтез СБИС.
Подготовил 18 кандидатов наук. Автор более 230 научных работ, среди которых 16 монографий и учебных пособий и более 65 патентов США.
Академик АТН РФ.
Главный редактор журнала «Интеллектуальные системы. Теория и приложения».